# 西宮市立高須西小学校
西宮市立高須西小学校（にしのみやしりつ たかすにししょうがっこう）は、兵庫県西宮市高須町2丁目に所在する公立小学校。

## 沿革
- 1981年（昭和56年）4月1日 - 開校。

## 通学区域
- 高須町1丁目（1番11～18号）[注 1]、高須町2丁目、鳴尾浜1～3丁目[2]

※卒業後は基本的に西宮市立高須中学校に進学する。

## 通学区域が隣接している学校
- 西宮市立今津小学校 （海を挟んで隣接。）
- 西宮市立甲子園浜小学校
- 西宮市立高須小学校
- 尼崎市立わかば西小学校